# Alexei Nikolajewitsch Rudakow

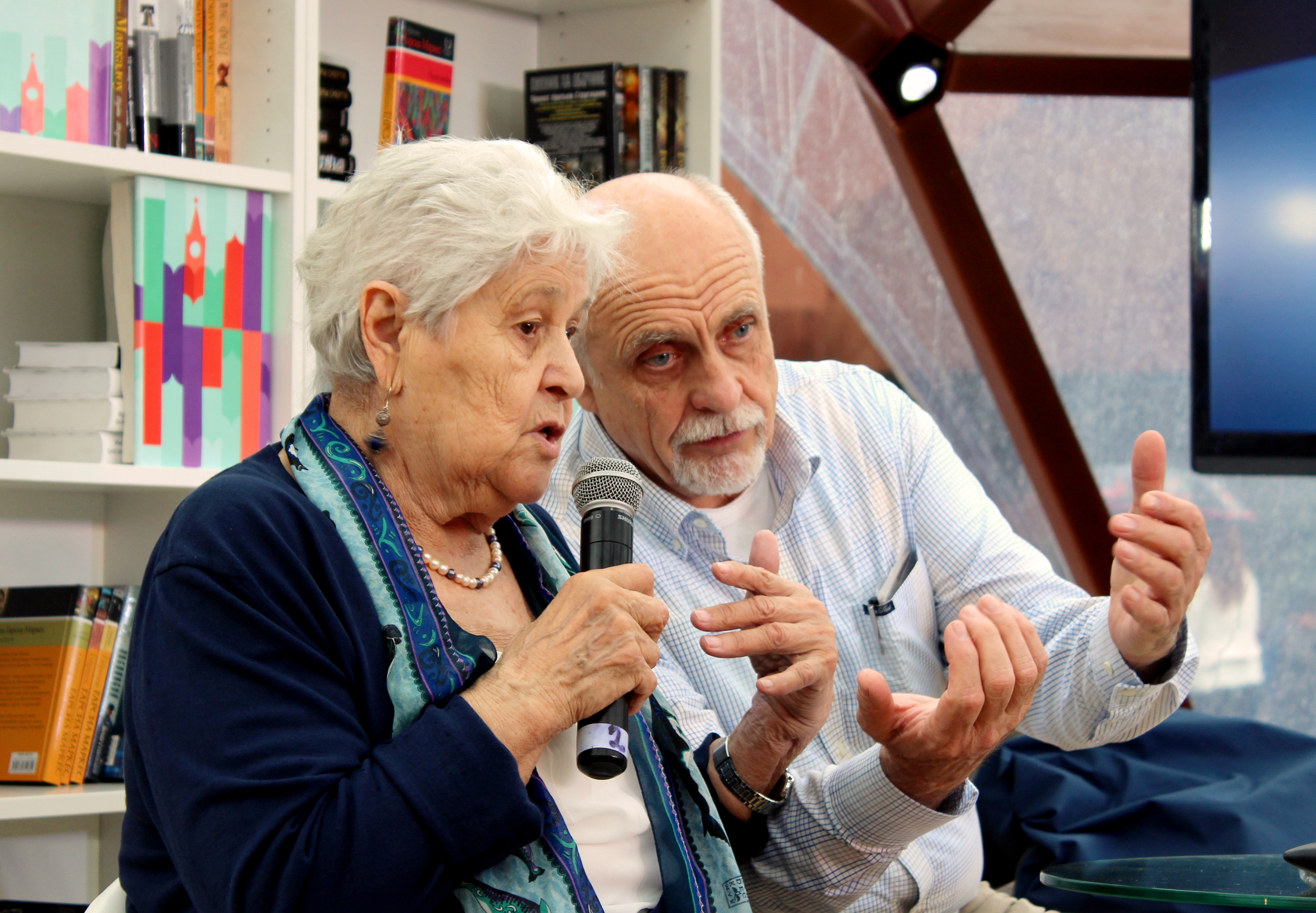
Rudakow und seine Ehefrau Julija Borissowna Gippenreiter (2015)

Alexei Nikolajewitsch Rudakow (russisch Алексей Николаевич Рудаков; * 6. Oktober 1947) ist ein russischer Mathematiker.

## Leben
Rudakow absolvierte ein Mathematik-Studium an der Lomonossow-Universität Moskau, das er 1968 abschloss. 1971 erlangte er den akademischen Grad Kandidat nauk am Steklow-Institut für Mathematik. 1989 erhielt er den Titel des Doktor nauk an der Sankt Petersburger Abteilung des Instituts. Von 1974 bis 1990 forschte er an der Lomonossow-Universität Moskau im Bereich Algebra.
Von 1991 bis 1994 lehrte Rudakow als Professor an der Unabhängigen Universität Moskau und war Dekan der dortigen Fakultät für Mathematik. Parallel dazu war er 1993 für sechs Monate als wissenschaftlicher Mitarbeiter am Massachusetts Institute of Technology tätig. Von 1995 bis 1997 war er Professor an der Brandeis University. 1996 ging er an die NTNU nach Trondheim, wo er 2008 außerordentlicher Professor wurde. Ab 2009 lehrte er als Professor Algebra und Arithmetik an der Wirtschaftshochschule Moskau. Neben seiner Lehrtätigkeit war er ab 1990 am Forschungsinstitut für Systemforschung der Russischen Akademie der Wissenschaften (NIISI RAS) tätig.
Rudakow spezialisierte sich auf algebraische Geometrie, insbesondere auf Lie-Algebra. 
Seit 1972 ist er Mitglied der Moskauer Mathematischen Gesellschaft, deren Vorstand er von 1992 bis 1995 angehörte. Außerdem ist er Mitglied der American Mathematical Society (seit 1988) und der Norwegischen Mathematischen Gesellschaft (seit 2005).
Rudakow ist mit der Psychologin Julija Borissowna Gippenreiter verheiratet. Mit ihr gab er Elternratgeber heraus.